# サーカス情報局 VOLCANO
サーカス情報局 VOLCANO（サーカスじょうほうきょくボルケーノ）は、音泉で2004年12月1日より配信されていたインターネットラジオ番組。パーソナリティは、CIRCUSの広報らまマン（くま坂らま男）とS・O・F・Tの原画家かゆらゆかの二人である。

## 概要
- CIRCUSの情報番組で音泉でのみ配信されていたが、後にランティスウェブラジオでも配信されるようになった。
- 配信日は、音泉が火曜日、ランティスウェブラジオが水曜日となっている。
- コンプティークのD.C. 〜ダ・カーポ〜情報ページ内に出張版ボルケーノというコーナーを持っている。
- 2005年4月10日に初台のThe DOORSでyozuca*ファンクラブとCIRCUSファンクラブのイベントとして、「web喫茶よずりの」との合同公開録音が行なわれた。
- 2005年7月9日に秋葉原の秋葉原マークインタースペースで「サーカス地方巡業 in 大日本○国2」の一環として公開録音が行なわれた。
- 「かゆい」とは、こそばゆいの最上級の萌え状態のことをいう。
- CIRCUSサイト内の番組ページにてオリジナル壁紙のプレゼントを行なっている。（パスワードは、番組の最後に発表（2005年9月で終了））
- サーカス情報局ボルケ〜ノRへリニューアルされ、超!放送局にて金曜日23:00〜24:00に生放送を行っていた。
- サーカス情報局ボルケ〜ノRは33回までで終了し、エターナルファンタジーの発売に伴い、サーカス情報局ボルケ〜ノEFと改題。内容も同ゲームにフォーカスしたものに変更された。46回でキャンペーンとしての番組は終了し、サーカス情報局ボルケ〜ノFへ更に改題。全50回でインターネットラジオとしての同番組は幕を閉じた。

## コーナー
普通のボルケーノ
普通のお便りを紹介するコーナー
ボルケーノ川柳
ボルケーノの単語をどこかに入った川柳を紹介するコーナー
サーカスフェティッシュ
リスナーのフェティッシュのところを紹介するコーナー
5W1H（終了）
投稿された「いつ？」「どこで？」「誰が？」「何を使って？」「なぜ？」の5Wのフレーズを連結して「かゆい」文章を作るコーナー。
なかなか「かゆい」文章が出来なかったが、2005年5月に文章が完成しコーナーは終了した。
新コーナーを考えよう（終了）
5W1Hの次のコーナーを募集するコーナー。第29回分（音泉：2005年6月21日配信）にて新コーナー（あの子のことが知りたい（仮）、ボルケノ子育成計画（仮）、紅白かゆい合戦、ボルケーノシチュエーション）を発表した
あの子のことが知りたい（仮）
名前と特徴を募集し、人物を想像するコーナー
ボルケーノのテーマを考えてみない?!（第36回〜）
歌詞や単語をリスナーから募集して、「ボルケーノのテーマ」や「らまマンのテーマ」を橋本みゆきが作るコーナー
ボルケの子育成計画（仮）
番組キャラクターを募集したワード（特徴・性格など）によって育成していくコーナー
紅白かゆい合戦
パーソナリティーの二人がそれぞれ引いたかゆいワードのどちらがかゆい（萌える）かを競うコーナー
ボルケーノシチュエーション
ゲスト出演時のみに行なうコーナーで、募集したシチュエーションをもとにらまマンがセリフを考え、ゲストとパーソナリティーが感情を込めて言うコーナー
（第34回：bamboo、第35回：橋本みゆき、第38回：まきいづみ、第39回：安玖深音、第40回：桃井はるこ、第49回：宮崎羽衣）
サーカスインフォメーション
CIRCUS関連のイベントのお知らせなど
萌えしりとり
エンディングコール後にしりとりをしているのだが、萌えたためしがない

## ゲスト
- 桜川ひめこ (#98) (2006/10/24)